# Nadejda Ievstiukhina
Nadejda Alexandrovna Ievstiukhina (em russo:  Надежда Александровна Евстюхина; Balachikha, 27 de maio de 1988) é uma halterofilista russa.
Ievstiukhina ganhou medalha de bronze nos Jogos Olímpicos de 2008, com 264 kg no total combinado (117 no arranque e 148 no arremesso), na categoria até 75 kg. Porém, foi desclassificada em 31 de agosto de 2016 após a reanálise de seu teste antidoping confirmar o uso de EPO e turinabol.
No Campeonato Europeu de 2011, em 16 de abril, ela definiu um recorde mundial no arremesso: 162 kg, na categoria até 75 kg.
No Campeonato Mundial desse mesmo ano, superou seu próprio recorde no arremesso em 1 kg (163 kg) e ganhou ouro no total combinado, com 293 kg, a frente da cazaque Svetlana Podobedova (287 kg—131+156), na categoria até 75 kg.

## Quadro de resultados
Principais resultados de Nadejda Ievstiukhina:
| Ano  | Posição | Competição                                     | Classe de peso | Marca            |
| 2004 | 2.      | Campeonato Mundial Júnior em Minsk             | –63 kg         | 215 kg (105+140) |
| 2005 | 2.      | Campeonato Mundial Júnior em Busan             | –69 kg         | 240 kg (110+130) |
| 2006 | 1.      | Campeonato Mundial Júnior em Hangzhou          | –69 kg         | 265 kg (117+148) |
| 2006 | 2.      | Campeonato Mundial em Santo Domingo            | –75 kg         | 267 kg (122+145) |
| 2007 | 3.      | Campeonato Mundial em Chiang Mai               | –75 kg         | 278 kg (128+150) |
| 2007 | 2.      | Campeonato Europeu Júnior em Puerto de La Cruz | –75 kg         | 256 kg (115+141) |
| 2008 | DSQ     | Jogos Olímpicos em Pequim                      | –75 kg         | 264 kg (117+147) |
| 2010 | 2.      | Campeonato europeu em Minsk                    | –75 kg         | 282 kg (127+155) |
| 2010 | 3.      | Campeonato Mundial em Antália                  | –75 kg         | 283 kg (123+160) |
| 2010 | 1.      | Campeonato Europeu sub-23 em Limassol          | –75 kg         | 270 kg (120+150) |
| 2011 | 1.      | Campeonato Europeu em Cazã                     | –75 kg         | 292 kg (130+162) |
| 2011 | 1.      | Campeonato Mundial em Paris                    | –75 kg         | 293 kg (130+163) |
| 2012 | /       | Jogos Olímpicos em Londres                     | –75 kg         | Não concluiu     |
| 2013 | 1.      | Campeonato Europeu em Tirana                   | –75 kg         | 278 kg (123+155) |
| 2013 | 2.      | Universíada em Cazã                            | –75 kg         | 278 kg (123+155) |
| 2013 | 1.      | Campeonato Mundial em Wrocław                  | –75 kg         | 277 kg (120+157) |
| 2014 | 1.      | Campeonato Mundial em Almaty                   | –75 kg         | 279 kg (126+153) |
| 2015 | 4.      | Campeonato Mundial em Houston                  | –75 kg         | 261 kg (115+146) |